# Jesús Gabaldón
Pour les articles homonymes, voir Gabaldon.
 (décembre 2015).
Si vous disposez d'ouvrages ou d'articles de référence ou si vous connaissez des sites web de qualité traitant du thème abordé ici, merci de compléter l'article en donnant les références utiles à sa vérifiabilité et en les liant à la section « Notes et références ».
Jesús Gabaldón est un bassiste et compositeur espagnol, né le 25 décembre 1967 à Valence en Espagne.